# Relació de reciprocitat d'Onsager
Les relacions de reciprocitat d'Onsager en termodinàmica expressen la igualtat d'algunes relacions entre el flux i la força en els sistemes termodinàmic fora de l'equilibri termodinàmic, però on valen condicions d'equilibri local.
Per exemple s'observa que les diferències de temperatura en un sistema provoquen un flux de calor de la part més calenta a la més freda d'un sistema. De la mateixa manera les diferències de pressió provoquen un flux de matèria des d'una zona d'alta pressió cap a una zona de pressió inferior. S'ha observat experimentalment que, quan varien temperatura i pressió, les diferències de pressió poden causar flux de calor i vice-versa. D'una manera encara més sorprenent, el flux de calor per unitat de variació de pressió i el flux de densitat (de matèria) per unitat de variació de temperatur són equivalents.
Aquesta teoria va ser desenvolupada pel Premi Nobel de Química Lars Onsager i és molt més general respecte a aquest exemple i pot tractar més de dues forces termodinàmiques a la vegada.